# Oreocereus trollii
Oreocereus trollii là một loài thực vật có hoa trong họ Cactaceae. Loài này được Kupper mô tả khoa học đầu tiên năm 1929.

## Hình ảnh

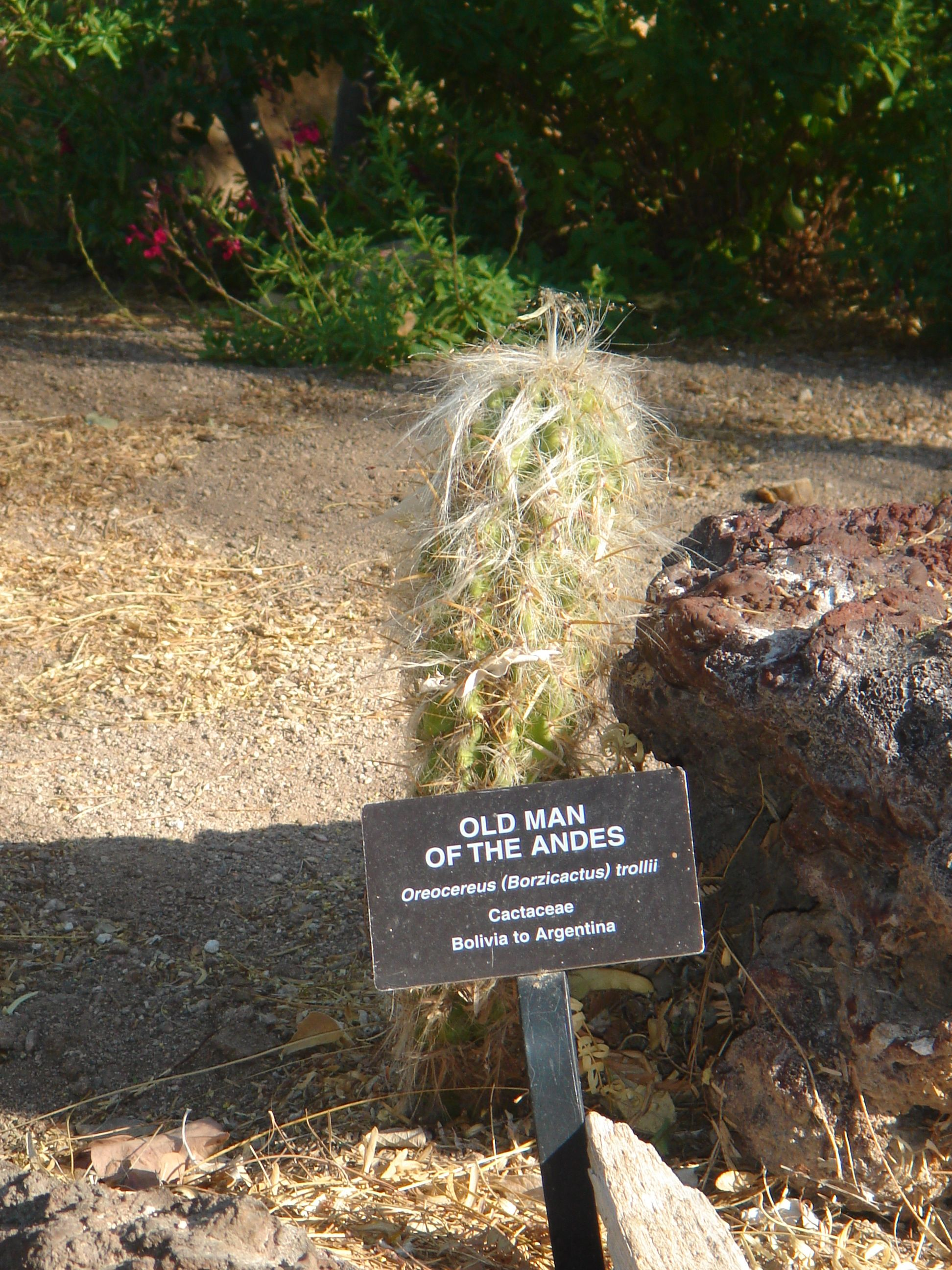
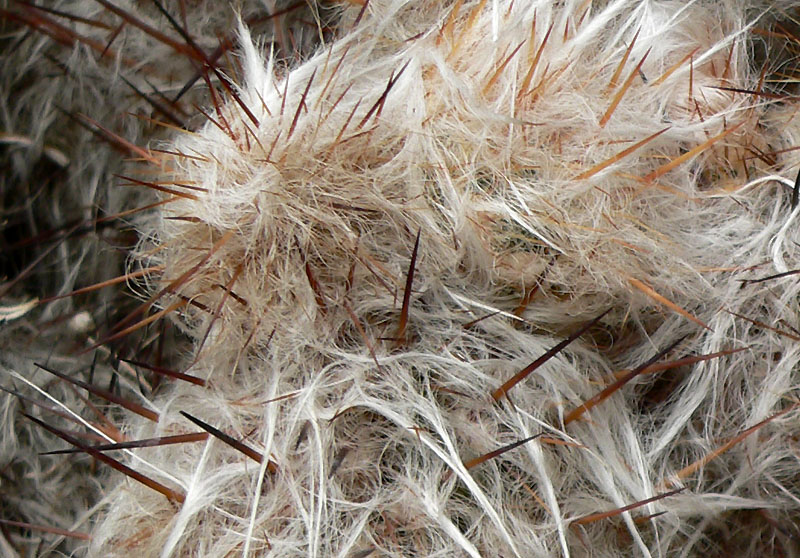
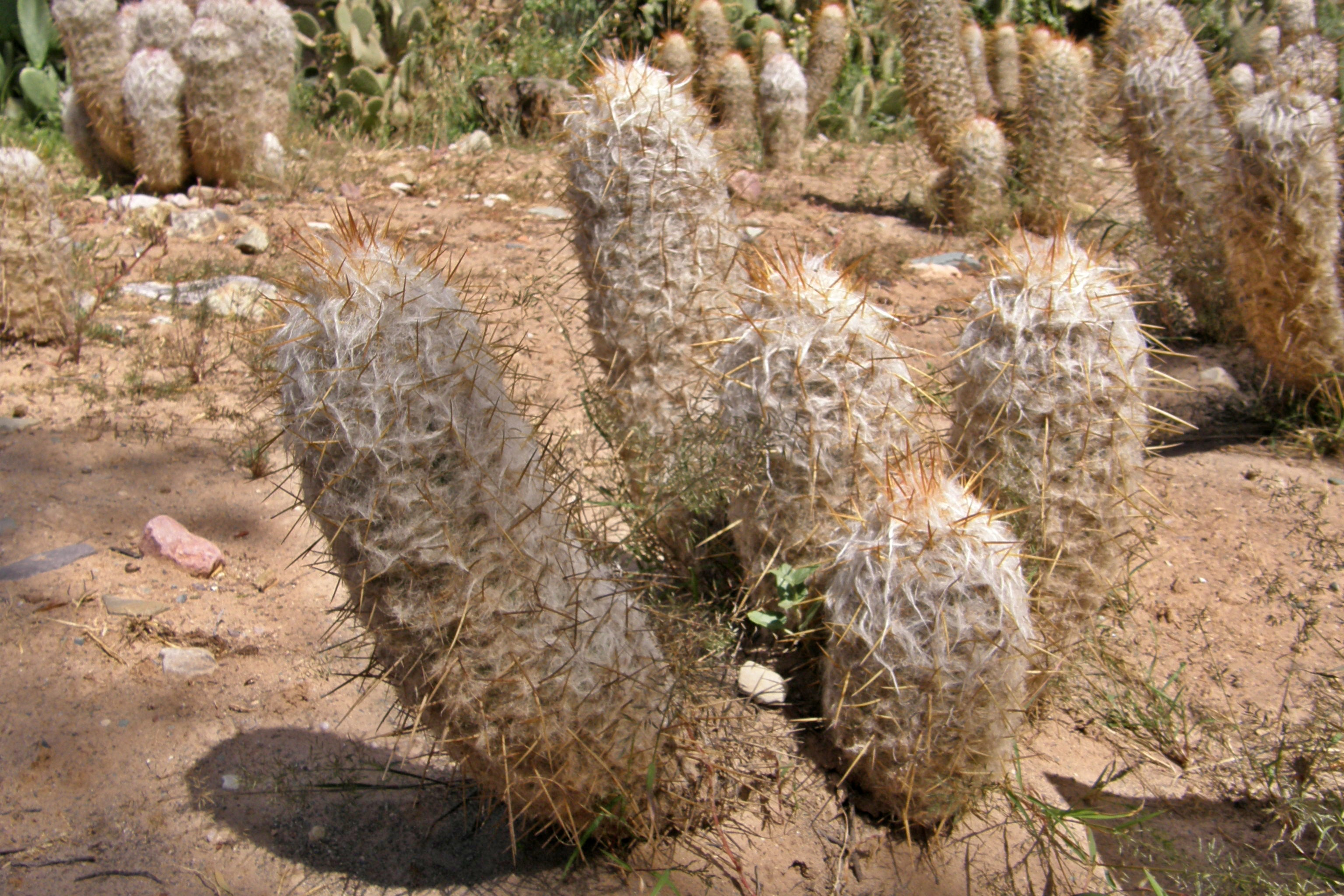
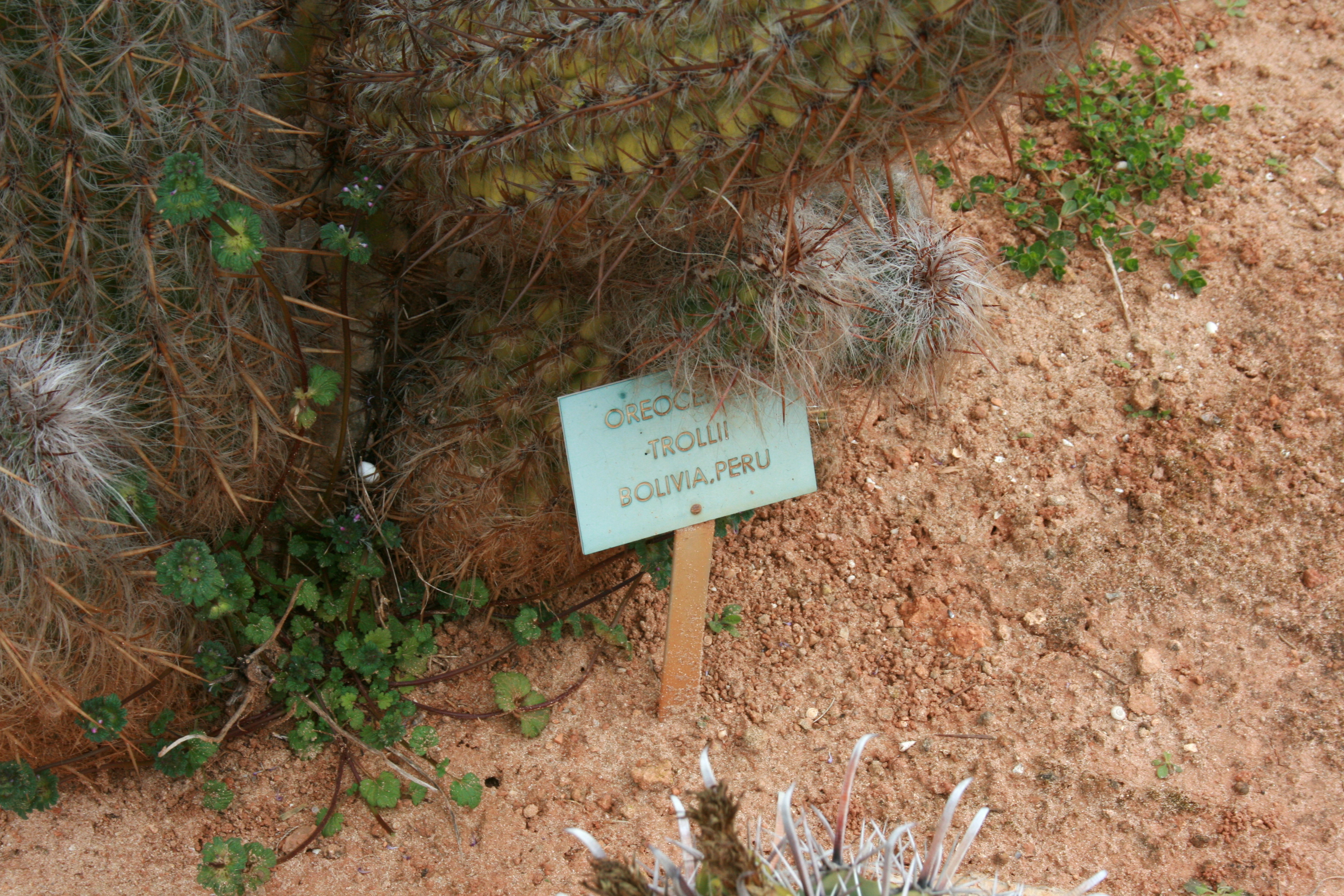